# واندرکان
واندرکان (انگلیسی: WonderCon) یک همایش سالیانهٔ کتاب‌های کمیک و فیلم‌های علمی–تخیلی است که از سال ۱۹۸۷ تا سال ۲۰۱۱ در منطقه خلیج سانفرانسیسکو، و سپس از سال ۲۰۱۲ تا ۲۰۱۵ میلادی تحتِ عنوانِ «واندرکان آناهایم» در آناهایم، کالیفرنیا و از سال ۲۰۱۶ با نامِ «واندرکان لس‌آنجلس» در لس‌آنجلس کالیفرنیا برگزار شده است. در سال ۲۰۱۷ این همایش مجدداً در آناهایم، کالیفرنیا برپا شد.